# هربرت والتر ليفي
هربرت والتر ليفي (بالإنجليزية: Herbert Walter Levi)‏ هو عالم حشرات أمريكي، ولد في 2 يناير 1921 في ألمانيا، وتوفي في 3 نوفمبر 2014.